# Agfa-Gevaert
Agfa-Gevaert NV, més coneguda com a Agfa és una corporació multinacional belga que desenvolupa, fabrica i distribueix sistemes de producció d'imatge analògica i digital, així com solucions tecnològiques. L'empresa prové d'una empresa industrial de fabricació de tintes i anilina que el 1873 va començar a distribuir pel·lícula fotogràfica. Actualment l'empresa compta amb tres divisions. Agfa Graphics ofereix sistemes d'injecció de tinta industrials per a les indústries d'impressió i preimpressió gràfica. Agfa HealthCare subministra hospitals i altres organitzacions d'atenció amb productes i sistemes d'imatges, així com els sistemes d'informació. Agfa Specialty Products subministra productes a diversos mercats industrials. En el passat, la pel·lícula Agfa i les seves càmeres eren productes de consum prominents. No obstant això, el 2004, la divisió Consumer Imaging va ser venuda a una empresa fundada a través de compra de l'administració. La nova empresa es va anomenar AgfaPhoto GmbH i es va declarar en fallida després de només un any. Les marques estan ara autoritzades a altres empreses per AgfaPhoto Holding GmbH, una empresa d'explotació. Després d'aquesta venda, el comerç avui en dia d'Agfa-Gevaert és 100% del negoci-a-negoci, sense realitzar vendes al client final.